# Kei Müller-Jensen
Kei Müller-Jensen (* 8. April 1936 in Hamburg) ist ein deutscher Ophthalmologe und Kunstwissenschaftler.

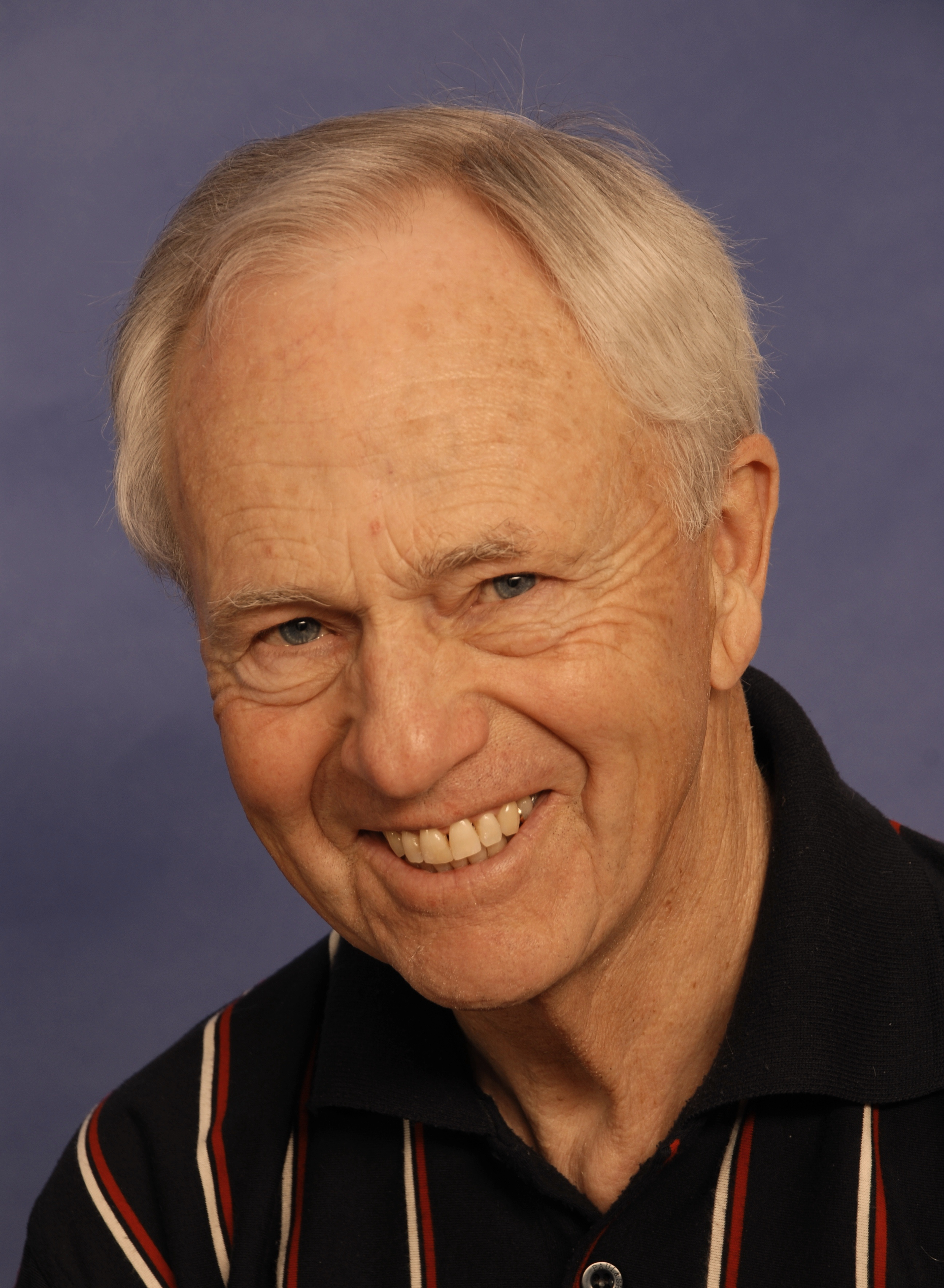
Kei Müller-Jensen

## Leben
Kei Müller-Jensen ist Sohn des Psychiaters Wilhelm Müller und der Pädiaterin Käthe Elisabeth Jensen, die nach dem II. Weltkrieg als Ehepaar mit ihren vier Kindern den gemeinsamen Nachnamen Müller-Jensen annahmen. Er studierte Medizin an den Universitäten Hamburg, Paris und München. 1955 wurde er Mitglied eines Münchener Corps, aus dem er später ausschied. In Hamburg wurde er 1960 zum Dr. med. promoviert. 1971 habilitierte er sich in München für Ophthalmologie. Nachdem er mit einem Stipendium der Deutschen Forschungsgemeinschaft 1972/73 im Bascom Palmer Eye Institute der University of Miami gewesen war, wurde er Direktor der Augenklinik im Städtischen Klinikum Karlsruhe. Als außerplanmäßiger Professor lehrte er an der Universität Heidelberg und der Universität Freiburg. 1989 wurde er Mitglied der American Academy of Ophthalmology.
Nach der Pensionierung studierte er Kunstwissenschaft und Philosophie an der Universität Heidelberg und der Staatlichen Hochschule für Gestaltung Karlsruhe. Hier erlangte er 2004 den Magister artium mit der Arbeit Das Motiv Auge in der Bildenden Kunst.  2006 wurde er als Schüler von Peter Sloterdijk, Hans Belting und Beat Wyss mit der Dissertation Das Alterswerk eine Gratwanderung summa cum laude zum Dr. phil. promoviert.
Er engagiert sich im Ambassador Club und in der von seiner Frau Helgard Müller-Jensen gegründeten Galerie Rottloff für zeitgenössische Kunst.
2016 Gründung des „Ambassador Förderkreis Kinder Myanmar e.V.“

## Publikationen

### Monographien
- Das Motiv Auge. Edition Rottloff, Karlsruhe 2004; 2. Auflage 2007, ISBN 978-3-9800861-1-0.
- Das Alterswerk eine Gratwanderung. Edition Rottloff, Karlsruhe 2007, ISBN 978-3-9800861-2-7.
- Altern ist Kunst. Lindemann, Offenbach 2015, ISBN 978-3-00-048737-8.

### Mitherausgeber
- Kap. 37: Augenkrankheiten. In: Keller/Wiskott: Lehrbuch der Kinderheilkunde. 5. Auflage. Thieme, Stuttgart 1984; 6. Auflage 1991.
- Kap. 18.9. In: Stefan Nöldeke (Hrsg.) Klinikleitfaden Chirurgische Ambulanz. 2. Auflage. Urban & Fischer, München 2002; 3. Auflage. Elsevier, Urban &  Fischer, München 2009.

### Aufsätze
- Zahlreiche Artikel in medizinischen Fachzeitschriften von 1963 bis 2002 (besonders in Klinische Monatsblätter für Augenheilkunde, Graefes Archiv für Ophthalmologie, Zentralblatt für Ophthalmologie, German Journal of Ophthalmology, American Journal of Ophthalmology, Advances in Ophthalmology, Modern Problems in Ophthalmology, Ophthalmologica, Berichte Deutsche Ophthalmologische Gesellschaft, Journal of Cataract and Refractive Surgery, Ocular Surgery News)
- Avantgarde 1960. Zum Frühwerk von Lothar Quinte. Jahrbuch der Staatlichen Kunstsammlungen Baden-Württemberg 2013 Bd. 48/49, S. 129–145
- Katalogtexte über die Künstler Rolf Behm, Gerhard van der Grinten, Winfried Virnich, Susanne Ackermann, Heinz Pelz, Karlheinz Bux, Lothar Quinte, Herbert Zangs, Jens Trimpin, Sabine Funke, Agnes Märkel, Klaus Gündchen, Jakob Broder, Stefanie Lampert, Erich Reiling, Werner Pokorny, Werner Schmidt, Gabi Streile, Karl Manfred Rennertz, Madeleine Dietz und Jochen Heine zu Ausstellungen der Galerie Rottloff von 2008 bis 2022